# Universidade da Rioja

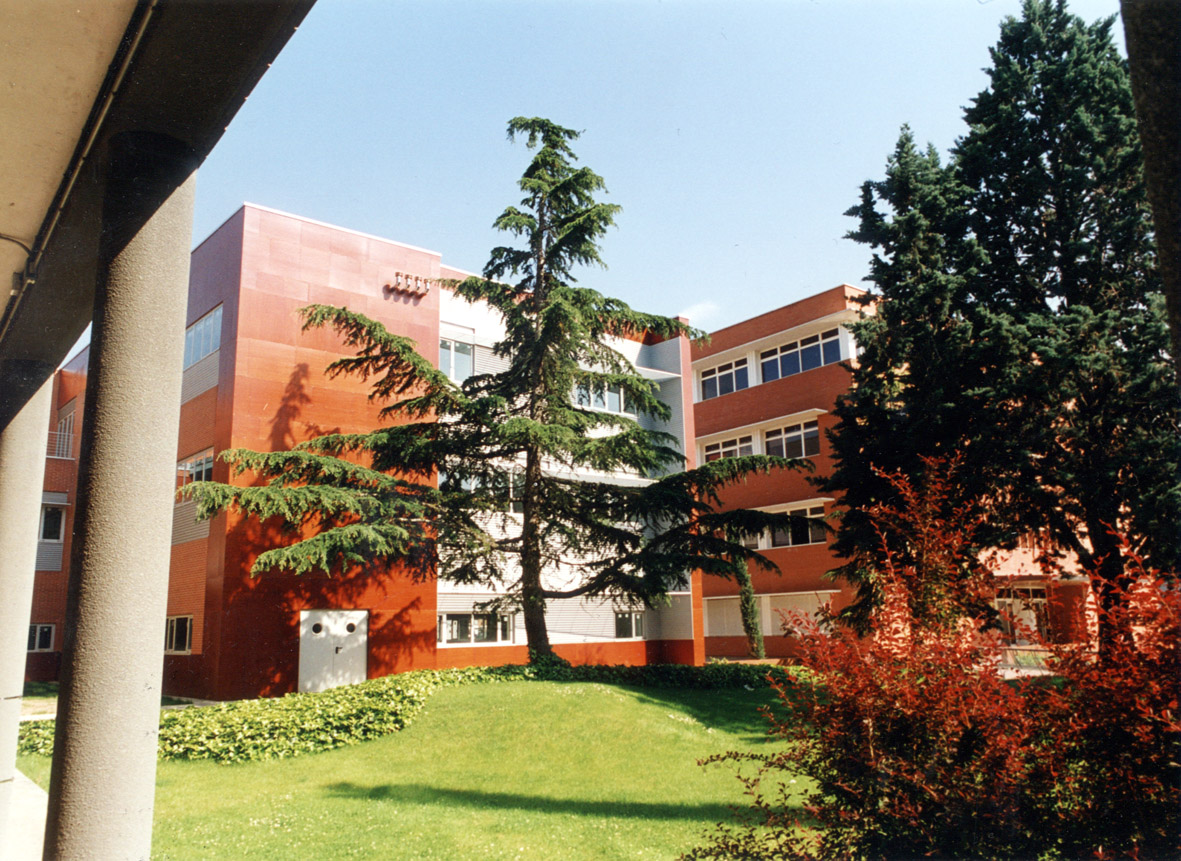
Escola Técnica Superior de Engenharia.

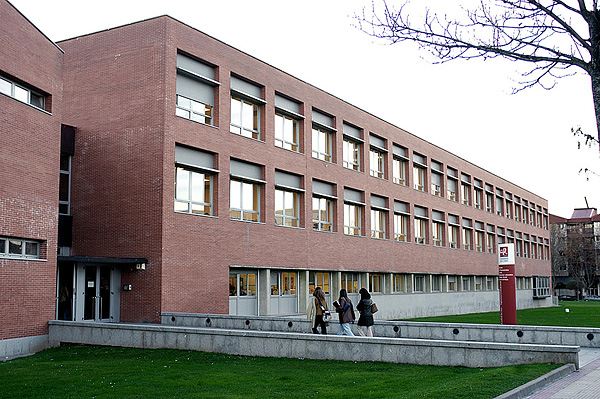
Faculdade de Ciências Empresariais.

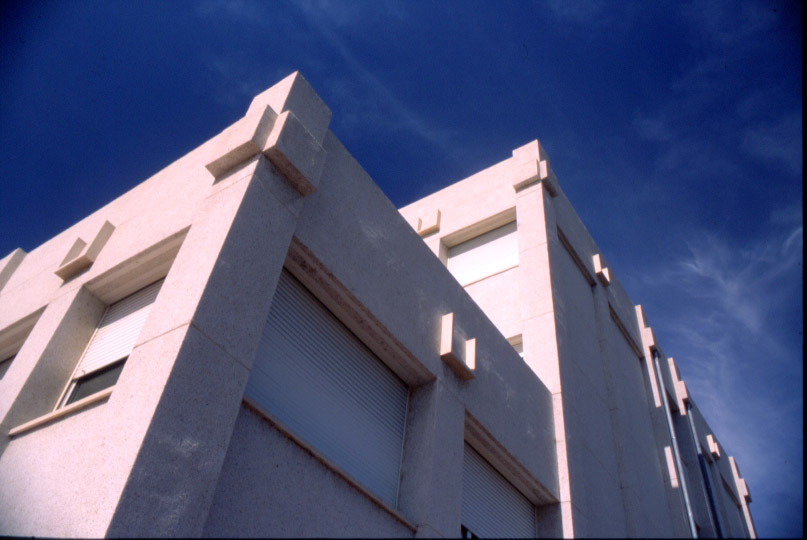
Departamento de Filologia Hispânica.

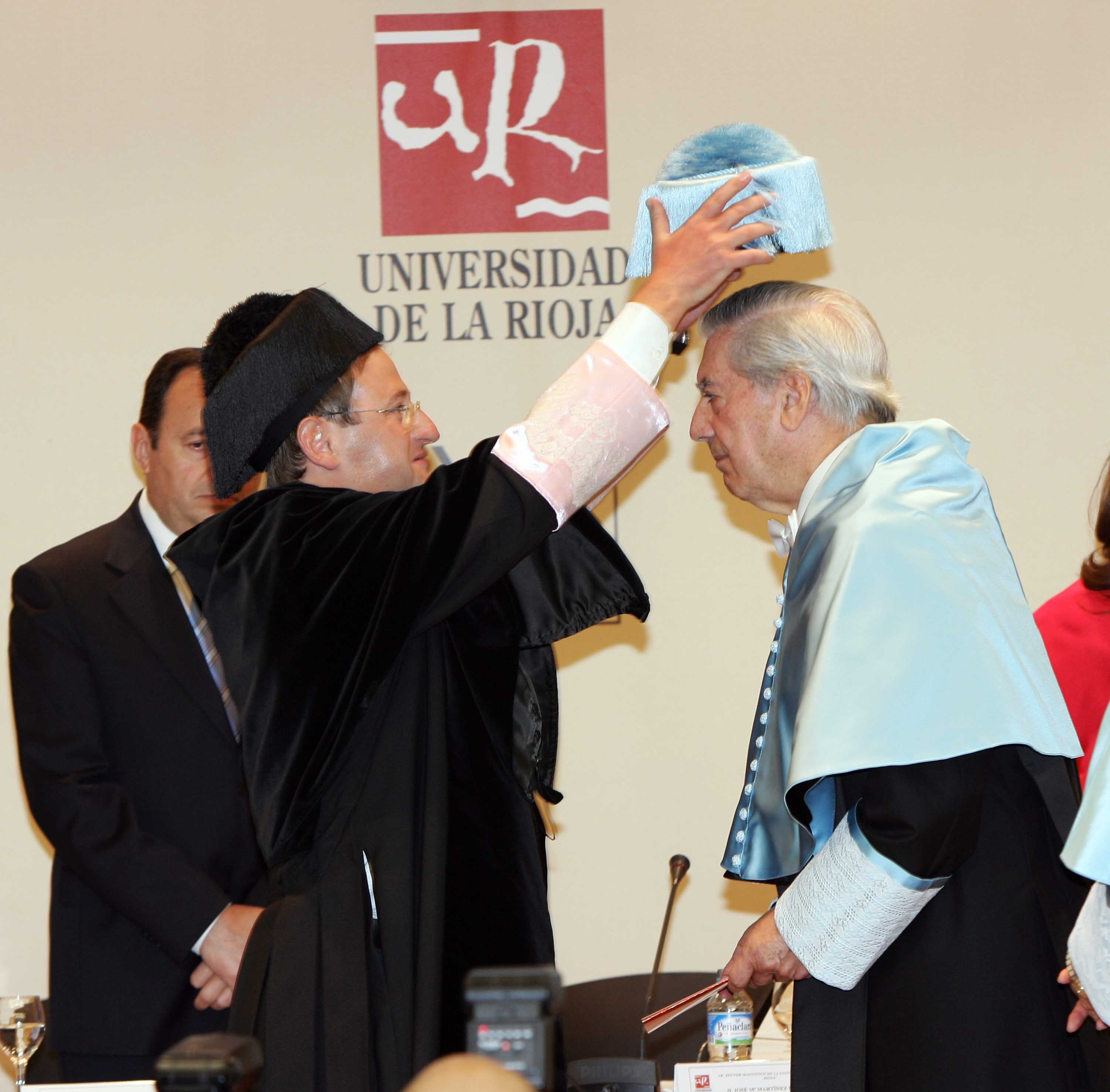
O escritor peruano Mario Vargas Llosa recebendo o título de doutor honoris causa pela Universidade da Rioja.

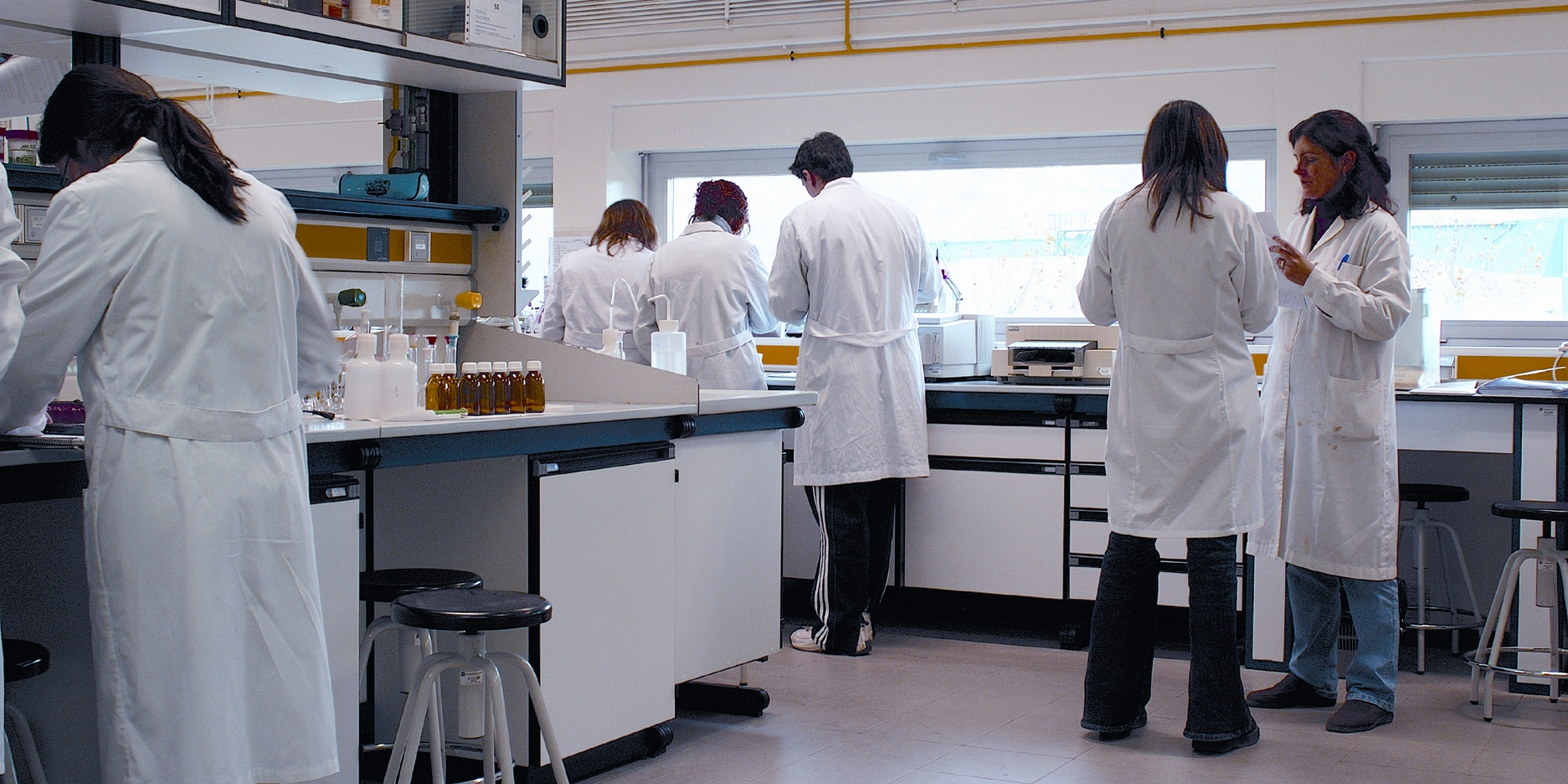
Investigadores num laboratório da UR.

A Universidade da Rioja (em castelhano:  Universidad de La Rioja), também conhecida pela sigla UR, é uma universidade pública espanhola com sede na capital da comunidade autónoma da Rioja, Logroño. A universidade resultou da fusão de diversos estabelecimentos de ensino superior já existentes. Os seus primeiros cursos arrancaram no ano lectivo de 1992-93. Em 2009-10 eram ministrados 16 cursos de primeiro ciclo, sete de primeiro e segundo ciclo, quatro de segundo ciclo (dois deles online), promove pós-graduações em nove áreas, além de diversos doutoramentos, cursos de verão e cursos de língua e cultura espanhola para estrangeiros. Juntamente com as universidades públicas de Saragoça, Navarra e Lérida, está classificada como  como Campus de Excelencia Internacional pelo projeto Iberus.
O campus da Universidade da Rioja situa-se em Logroño. Ocupa uma área de cerca de 200 000 m², 66 000 dos quais edificados. Aí são desenvolvidas as atividades docentes, de investigação e culturais. A instituição conta com 450 docentes e investigadores e 250 pessoas nas áreas administrativas e de serviços. O ratio alunos por docente é de cerca 16 para 1. Nos primeiros 18 anos de funcionamento foram atribuídos diplomas a mais de 14 000 alunos.
A UR faz parte da rede Grupo 9 de Universidades, que reúne os nove campus públicos que são únicos na comunidade autónoma onde estão inseridos, e do Grupo Tordesillas, uma rede de campus iberoamericanos que foi criada no Primeiro Encontro de Reitores de Universidades do Brasil, Espanha e Portugal, que decorreu em junho de 2000 nas Casas del Tratado, em Tordesilhas, a pretexto da comemoração dos 500 anos do Brasil.

## Cursos ministrados

### Primeiro ciclo
- Engenharia Técnica Industrial em Eletricidade
- Engenharia Técnica Industrial em Eletrónica Industrial
- Engenharia Técnica Industrial em Mecânica
- Engenharia Técnica Agrícola em Hortifruticultura e Jardinagem
- Engenharia Técnica Agrícola em Indústrias Agrárias e Alimentares
- Engenharia Técnica em Informática de Gestão

- Ciências Empresariais
- Serviço Social
- Educação Infantil
- Educação Física
- Educação Musical
- Ensino de Línguas (francês)
- Ensino de Línguas (inglês)
- Relações Laborais
- Enfermagem
- Turismo

### Primeiro e segundo ciclo
- Matemáticas
- Química
- Gestão de Empresas
- Direito
- Filologia Hispânica
- Filologia Inglesa
- Humanidades

### Segundo ciclo (presencial)
- Engenharia Industrial
- Enologia

### Segundo ciclo (online)
- Ciências do Trabalho
- História e Ciências da Música

### Áreas de pós-graduação
- Óleos alimentares
- Empresas/Entidades
- Ensino do Espanhol
- Direito
- Meio Ambiente
- Enologia
- Saúde
- Imobiliário
- Património

## Dialnet
A Biblioteca Universitária da Rioja, detentora de um dos primeiros certificados de qualidade do ministério da educação espanhol, impulsionou a Dialnet, um projeto cooperativo em que participam diversas bibliotecas universitárias, que permitiu criar a base de dados de artigos científicos em espanhol de livre acesso mais importante do mundo. Nos últimos anos, a Dialnet converteu-se num dos principais repositório de teses de doutoramento em Espanha. A base de dados é consultada por mais de meio milhão utilizadores de todo o mundo, superou os dez milhões de alertas enviados e conta com 2,8 milhões de registos de documentos, entre os quais mais de 300 mil artigos com texto integral. O serviço oferece serviços documentais e alertas informativos a qualquer utilizador num ambiente completamente aberto.

## Institutos e centros de investigação próprios
A criação do Instituto de Ciência da Vinha e do Vinho (ICVV) pretende situar a UR na vanguarda internacional do estudo da viticultura y la enologia. Instalado provisoriamente no Complexo Científico e Tecnológico, a inauguração da sua sede definitiva na Finca de La Grajera, que representa um investimento de 22 milhões de euros, estava prevista para 2010.
Além do ICVV, existem ainda os seguintes centros de investigação na UR:
- CIVA — Centro de Investigação Aplicada e Multidisciplinar do Vinho e de Agroalimentação da Universidade da Rioja

- Centro de Investigação e Desenvolvimento de Direitos Fundamentais, Políticas Públicas e Cidadania Democrática

- CISQ — Centro de Investigação em Síntese Química

- CILAP — Centro de Investigação em Línguas Aplicadas

- CIAEM — Centro de Investigação Aplicada em Informática, Estatística e Matemáticas

A OTRI (Agência para a Transferência dos Resultados da Investigação) da Universidade da Rioja gere as relações entre a universidade e as empresas mediante contratos para desenvolvimento de projetos de investigação, desenvolvimento e inovação (I+D+i). No ano de 2008 a faturação ultrapassou o milhão de euros para 64 projetos. De 1994 a 2008 foram faturados 8,2 milhões de euros em 653 contratos de I+D+i, 172 com entidades públicas e 481 com empresas.

## Reitores
- 1992-1994 — Pedro José Campos García (presidente da Comissãon Gestora), catedrático de Química Orgânica
- 1994-2001 — Urbano Espinosa Ruiz, catedrático de História Antiga.
- 2001-2004 — María del Carmen Ortiz Lallana, catedrática de Direito do Trabalho e de Segurança Social.
- 2004-... — José María Martínez de Pisón Cavero, catedrático de Filosofia do Direito.